# David Davis (Bergwerkspionier)

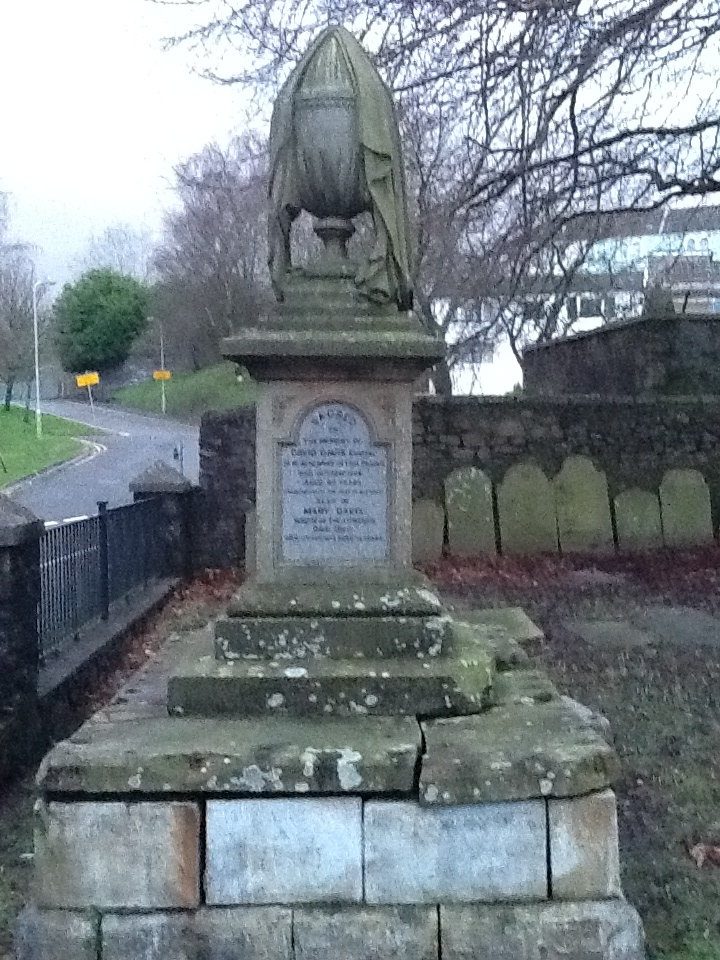
Grab von David Davis in Aberdare

David Davis sen. (* 1797 in Llanddeusand; † 19. Mai 1866) war ein walisischer Bergbaupionier und Unternehmer.
Davis wurde als Sohn von William David Jeffrey Davis und Margaret Lewis in Carmarthenshire geboren. Er ging bei seinem Onkel Lewis Lewis, einem Lebensmittelhändler in Merthyr Tydfil, in die Lehre und eröffnete anschließend ein eigenes Lebensmittelgeschäft in Hirwaun im Cynon Valley. Sein Geschäft lief so erfolgreich, so dass er einen kleinen Kohlebergbau im nahe gelegenen Cefn Rhigos bei Aberdare erwerben konnte. Diesen Bergbau verkaufte er 1847 zusammen mit der dazugehörenden Verladestelle in Briton Ferry, doch bereits zuvor hatte er die Rechte für Kohlebergbau in Blaen-gwawr bei Aberaman gepachtet, wo er 1843 einen ersten Schacht anlegte. 1845 begann er mit dem Transport der dort geförderten Kohle auf dem Aberdare Canal und ab 1847 mit der neuen Taff Vale Railway nach Cardiff. Seinem zweitältesten Sohn Lewis konnte er das Geschäft in Hirwaun übergeben, sein ältester Sohn David übernahm zunächst ein Geschäft in Trecynon bei Aberdare. 1850 unterstützte er den Bau eine Wesleyanischen Kapelle in Aberdare. Ab 1851 begann er mit der Errichtung eines Bergwerks in Aber-cwmboi bei Aberdare. Um den Betrieb besser überwachen zu können, verlegte er seinen Wohnsitz von Hirwaun nach Blaen-gwawr. Seine Söhne verkauften in der Folge ihre Geschäfte. David übernahm den Betrieb der Bergwerke, während Lewis den Verkauf der Kohle in Cardiff übernahm. Davis richtete seine Aufmerksamkeit nun dem unerschlossenen Tal des Rhondda Fach zu. Ab 1857 begann er dort mit Grabungen nach Kohle, wofür Material und Maschinen auf Packpferden von Aberdare über die Berge in das Tal transportiert werden mussten. Seine ersten Grabungen blieben erfolglos, doch schließlich stieß er auf ergiebige Kohlevorkommen und begann mit der Errichtung der Ferndale Colliery. Zusammen mit anderen Bergwerksbetreibern eröffnete er aus Protest gegen die hohen Gebühren, die sie für die Benutzung der Hafenanlagen von Cardiff an den Marquess of Bute zahlen mussten, einen Verladehafen in Penarth. Anfang 1866 übergab er seinen Betrieb an seine Söhne David, Lewis, Frederick und William, die den Betrieb als Davis and Sons weiterführten.
Er heiratete Mary Lewis, die vermutlich eine Tochter seines Onkels Thomas Lewis und damit seine Cousine war. Er hatte mit ihr fünf Söhne und fünf Töchter. Er wurde auf dem Kirchhof der St John's Church in Aberdare begraben.